# 安本酒造
安本酒造（やすもとしゅぞう）は、福井県福井市東郷地区にある蔵元。1853年（嘉永6年）創業。

## 概要

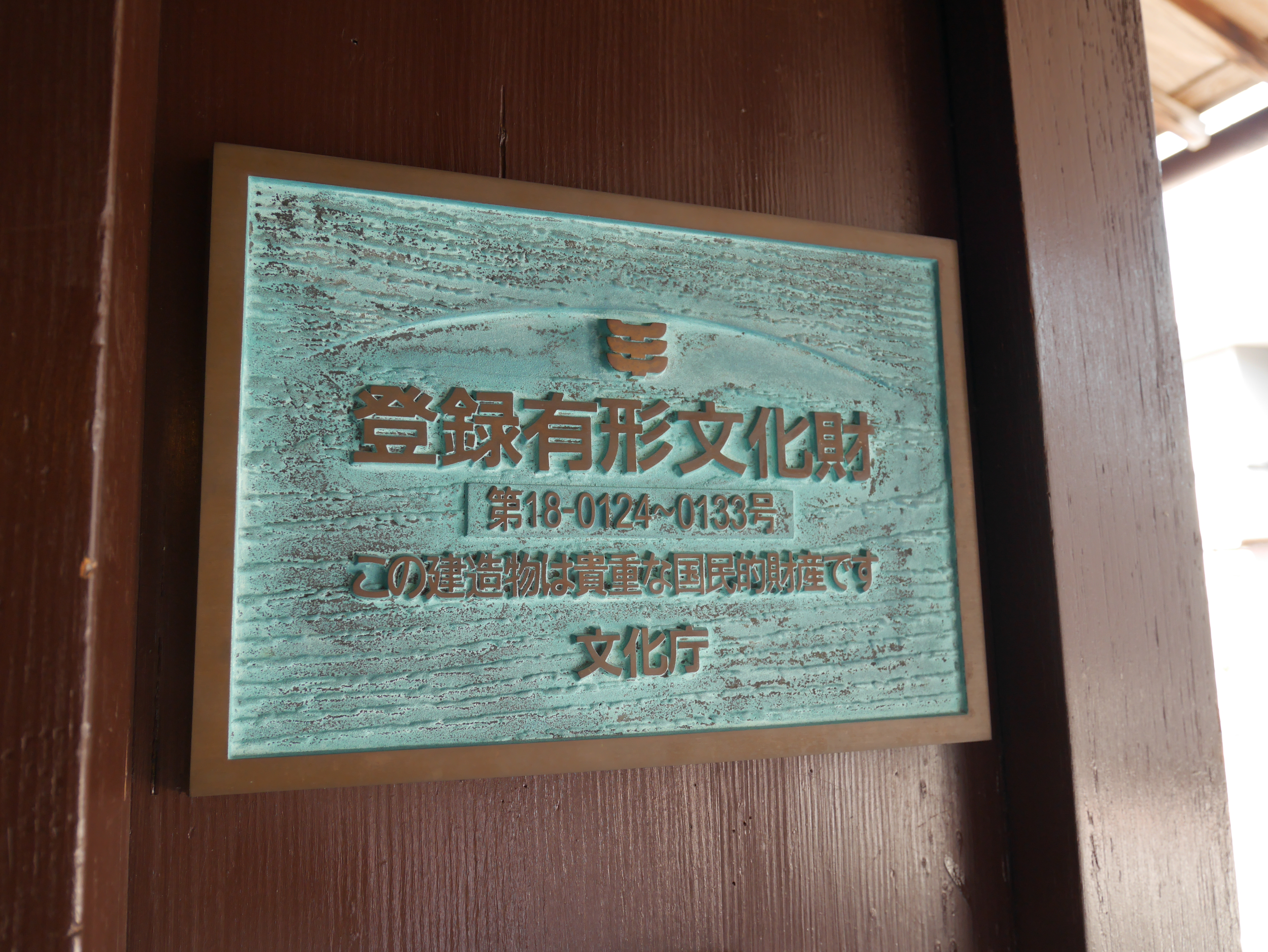
安本酒造登録有形文化財銘板

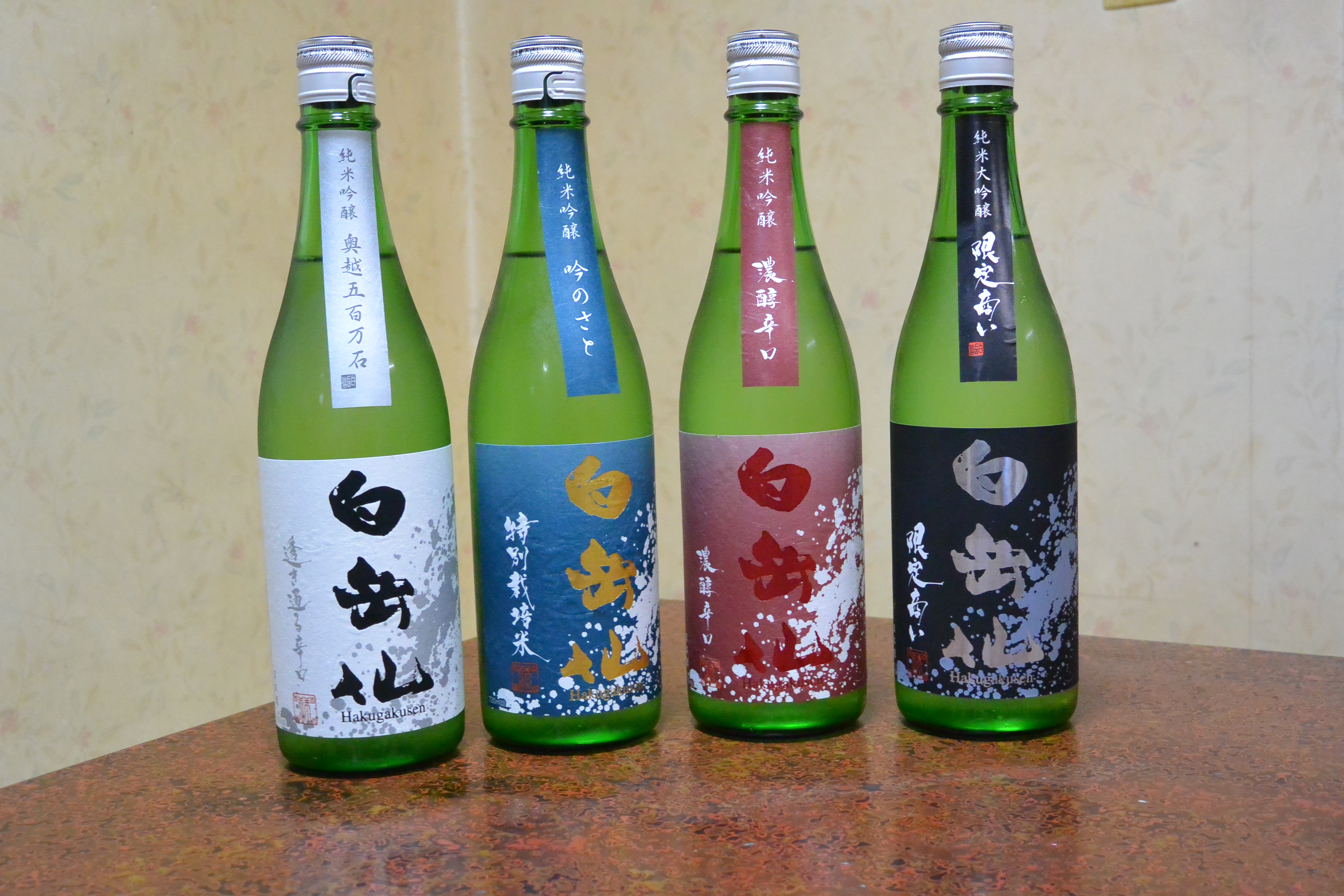
安本酒造の4合瓶4種（2017年11月）

1853年（嘉永6年）創業。現当主は46代目（2017年現在）。戦国時代には両替商、農業、林業を営んでいた。現在まで酒造業。
安本家は平安時代から続く旧家で、同地にある地蔵院を988年（永延2年）一条天皇の訓令で槇山の山頂から現在の場所へ遷座する際、安本安兵衛が尽力したと伝えられる。しかし1893年（明治26年）の大火ですべての古文書が焼失しており詳細は不明である。
明治時代の当主は安本安五郎。安本安五郎が当主の時、銘柄「国府司」は、福井県酒造組合主催の品評会、北陸三県酒醤油品評会等に出品し褒章受賞。明治時代の当主安本安五郎は、村会議員、区長等を歴任し、地域への功労があった。

## 建造物
1889年（明治22年）建築の店舗兼主屋をはじめ、米蔵、土蔵、仕込蔵など明治中期から昭和戦前期にかけて建築された10棟が、国の登録有形文化財に登録されている。間口45メートル、広さ1800平米の敷地に、住宅、蔵などの建物が立ち並び、造酒屋の屋敷構えを現在に伝える。「かつての建物がここまでまとまって残っているのは県内随一」とされる。

## 主力商品
銘柄は約20種類あり、大野産の酒米奥越五百万石を原料とし、白山水系の伏流水で仕込んでいる。
「白岳仙 純米 ひだまり」は、2014年世界最大級のワイン品評会インターナショナル・ワイン・チャレンジで日本酒部門純米酒銅メダルを受賞した。
以下の銘柄はホームページ参照（2017年11月18日確認）
- 白岳仙
  - しぼりたて吟醸生生
  - 吟生
  - ひやおろし原酒
  - 袋しぼり本醸造
  - 純米吟醸奥越五百万石
  - 純米吟醸山田錦十六号
  - 純米吟醸備前　雄町
  - 純米吟醸山田錦四十
  - 大吟醸無濾過直詰
  - 大吟醸　仙
  - にごりはっぽう